# Lijst van mediaspelers
Een mediaspeler bestaat uit software om multimediabestanden mee af te kunnen spelen op een computer of ander digitaal apparaat. Er zijn mediaspelers die alleen audio- of videobestanden kunnen afspelen, deze worden respectievelijk audiospelers en videospelers genoemd.

## Audio- en  videospelers
- 1337player
- Boxee
- Dragon Player
- Freevo (mediacenter)
- Helix Player
- iTunes
- BS.player
- GeeXboX (mediacenter)
- GNOME Videos
- GOM Player
- Kodi
- Media Go
- Media Player Classic
- Plex (mediacenter)
- PowerDVD
- QuickTime
- RealPlayer
- Snow Player
- Totem
- VLC media player
- Winamp
- Windows Media Center (mediacenter)
- Windows Media Player
- WinDVD
- XBMC (mediacenter)

## Audiospelers
- 1by1
- Amarok
- Apollo
- Audacious
- Beep Media Player
- CoolPlayer
- Clementine
- DeaDBeeF
- DeliPlayer
- Evil Player
- foobar2000
- GOM Audio
- jetAudio
- JuK
- LAMIP
- Media Center
- MediaMonkey
- mp3blaster
- mpg123
- mpg321
- Muine
- Musicmatch Jukebox
- musikCube
- ogg123
- Quintessential Player
- Raid2 Media Library
- Rhythmbox
- SnackAmp
- Songbird
- Sonique
- VUPlayer
- Wasabi.player
- wxMusik
- XMMS
- XMMS2
- XMPlay
- Zinf

## Videospelers
- ActiveMovie
- AVIPreview
- BetaPlayer
- Daum PotPlayer
- DL Viewer
- Kaffeine
- MPlayer
- Ogle
- RadLight
- UltraPlayer
- xine